# Бербенно
Бербенно (італ. Berbenno) — муніципалітет в Італії, у регіоні Ломбардія, провінція Бергамо.
Бербенно розташоване на відстані близько 500 км на північний захід від Рима, 50 км на північний схід від Мілана, 16 км на північний захід від Бергамо.
Населення — 2431 особа (2014).
Щорічний фестиваль відбувається 17 січня. Покровителі — святий Антоній Великий.

## Демографія
Населення за роками:

Станом на 1 січня 2023 року в муніципалітеті офіційно проживало 80 іноземців з 23 країн, серед них 10 громадян країн Євросоюзу та 4 громадяни України.

## Сусідні муніципалітети
- Бедуліта
- Блелло
- Валь-Брембілла
- Капіццоне
- Сант'Омобоно-Терме